# 馬納圖托區
馬納圖托区是東帝汶的一個区，位於該國中部。北臨薩武海，南臨帝汶海。是該國兩個南北臨海的区之一。面積1,706平方公里，人口36,719人。首府馬納圖托。
下分六次區。